# Плансон, Константин Антонович
Константин Антонович Плансон (30 ноября 1861 — 1920, Петроград) — русский морской офицер, вице-адмирал (1915). Участник Первой мировой войны, начальник штаба Черноморского флота.

## Биография
По данным на 1858 г.: исправляющий должность старшего помощника бухгалтера 2 Департамента Министерства Государственных Имуществ, коллежский асессор с 1856 г., Плансон Антон Антонович, возможно, отец.
Выпускник штурманского отдела Технического училища морского ведомства (прапорщик корпуса флотских штурманов в 1882 г.), окончил гидрографическое отделение Николаевской морской академии (мичман в 1888 г.). В 1882 году принимал участие в гидрографических работах в Финском заливе. В 1882—1885 годах совершил плавание в Тихом океане на корвете «Скобелев» и участвовал в гидрографических работах у берегов Новой Гвинеи. По окончании плавания был произведен 24 марта 1885 года в чин подпоручика Корпуса флотских штурманов. 7 ноября 1888 года, после окончания курса Гидрографического отдела Николаевской Морской академии был переведен во флот в чине мичмана. В 1891—1989 гг. — исследования на Балтике и Онеге, в 1898—1903 гг. — плавание в Тихом океане. 28 марта 1893 года произведен в чин лейтенанта со старшинством с 1 января 1891 года.
С 1892 года — член Императорского Русского Географического Общества.
В 1900 году зачислен в артиллерийские офицеры 1-го разряда. 10 сентября 1901 года назначен старшим офицером крейсера «Россия». 14 апреля 1902 года назначено содержание по чину капитан-лейтенанта. 6 апреля 1903 года произведен в чин капитана 2-го ранга.
Флаг-капитан штаба командующего Практическим отрядом побережья Балтийского моря, флаг-офицер оперативного отдела штаба Кронштадтского порта (1904). Командир минного крейсера «Стерегущий» (1905), начальник 2-го дивизиона миноносцев (1907), командир крейсера «Олег» (1908—1911).
В 1912—1916 годах — на Чёрном море: начальник минной дивизии, затем (с 1913 г.) начальник штаба командующего морскими силами (с августа 1914 г. — флотом) Чёрного моря. 18 апреля 1915 года «за особые труды по обстоятельствам военного времени» произведен в чин вице-адмирала со старшинством с 30 июля 1915 года. Член Адмиралтейств-совета (1916).
В 1920 году остался в Севастополе после ухода армии Врангеля. Умер в Петрограде в 1921 г., по другим данным в 1920 г., от воспаления лёгких, по третьим данным — убит большевиками в 1921 году в Севастополе.
В честь К. А. Плансона назван остров (остров Плансона [Улимал], Новая Гвинея, 5°06′ ю.ш., 145°50′ в.д., обследован и нанесён на карту экипажем корвета «Скобелев» в 1883 году, тогда же присвоено название).

## Награды
- Орден Святой Анны 2-й ст. (1906)
- Орден Святого Владимира 4-й ст. с бантом за 20 кампаний (1907)
- Орден Святого Владимира 3-й ст. (1910)
- Орден Святого Станислава 1-й ст. (06.12.1913)
- Орден Святой Анны 1-й ст. с мечами (13.07.1915)
- Орден Святого Владимира 2-й ст. с мечами (14.03.1916)

Иностранные награды :
- Орден Почётного легиона офицерский крест (1909)
- Греческий орден Спасителя командорский крест (1910)
- Орден Данеброга командорский крест 2 класса (1910)

## Семья
• Сын: Плансон Алексей Константинович (1896—1964) — капитан 1-го ранга (1945), начальник кафедры торпедного оружия Тихоокеанского Высшего военно-морского училища, кавалер орденов Ленина и Красного Знамени.
• Дочь: Плансон (Шведе-Радлова) Надежда Константиновна (1895—1944) — художник, 1-я жена контр-адмирала Е. Е. Шведе. Во втором браке за художником Николаем Эрнестовичем Радловым (1889—1942).